# Як-2
Яковлєв Як-2 — радянський розвідник-бомбардувальник близького радіусу дії. Конструювався під керівництвом Олександра Яковлєва з 1938 року. Всього виготовили 111 літаків.

## Історія створення
Розробка двомоторного легкого бомбардувальника почалась в 1938 році, за концепцією швидкісного бомбардувальника малого радіусу дії. Основною перевагою літака мали бути відмінні льотні характеристики, для досягнення яких розміри літака були мінімальними, а двигуни — потужними. Перший прототип з позначенням «літак 22» був низькопланом з двокілевим хвостовим оперенням і висуваним шасі. Конструкція була змішаною — дерев'яне крило і металевий фюзеляж. Спочатку мали розроблятись три варіанти літака — бомбардувальник, розвідник і винищувач, але згодом вирішили спочатку розробити тільки бомбардувальник.
Прототип оснащувався двигунами М-103 і піднявся в повітря в січні 1939 року. На випробуваннях літак досягнув швидкості близько 500 км/год, але маса бомбового навантаження була недостатньою, також були зауваження до розміщення екіпажу і захисту літака. На другому прототипі, який отримав позначення ББ-22 — «Близький бомбардувальник» (рос. Ближний бомбардировщик) фюзеляж був перекомпонований для збільшення бомбового відсіку. Кабіну штурмана посунули вперед, а бомбовий вантаж розмістили позаду центру ваги, що призвело до зміщення центрування та погіршення стійкості. Через бомби не залишилося місця для бензобаків, впала дальність. Проте літак вирішили запустити в серійне виробництво на заводі № 1 у Москві. У грудні 1940 року ББ-22 перепозначили на Як-2.

## Тактико-технічні характеристики
Наведені нижче характеристики відповідають серійному Як-2:

### Технічні характеристики
- Екіпаж: 2—3 особи
- Довжина: 9,34 м
- Розмах крила: 14 м
- Площа крила: 29,4 м²
- Маса порожнього: 4000 кг
- Маса спорядженого: 5380 кг
- Двигуни: 2 × рідинного охолодження V-12 М-103
- Потужність: 1× 960 л. с. (716 кВт)

### Льотні характеристики
- Максимальна швидкість:
  - на висоті 5000 м: 515 км/год
  - біля землі: 439 км/год
- Практична дальність: 800 км
- Практична стеля: 8900 м
- Швидкопідйомність: 10,83 м/с
- Час набору висоти: 5000 м за 7,7 хвилини
- Навантаження на крило: 183 кг/м²
- Тягооснащеність: 270 Вт/кг

### Озброєння
- Кулеметне:
  - 1 × 7,62-мм курсовий кулемет ШКАС
  - 1 × 7,62-мм курсовий кулемет ШКАС
- Бомбове:
  - нормальне — 400 кг
  - максимальне — 600 кг

## Історія використання

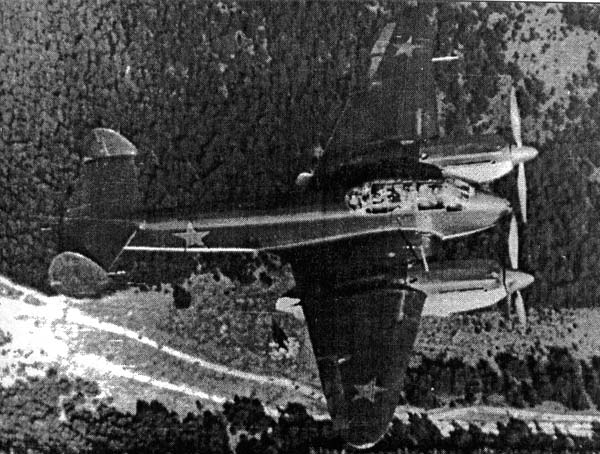
Серійний Як-2 в польоті

Єдиним бомбардувальним полком, який оснащувався Як-2, був 136-й ББАП, який входив в 19-у дивізію Київського особливого воєнного округу, ще декілька літаків були в розвідувальних полках. Експлуатація в мирний час показала, що Як-2 непридатний до польових умов — тривале зберігання просто неба виводить механізми з ладу.
22 червня 136-й полк мав у своєму складі 49 Як-2, але в бій вони вступили тільки 25 червня, коли завдали ударів по військах 1-ї танкової групи поблизу Славути. 28—29 червня атаковано німецькі війська біля Острогу. Надалі вильоти тривали, але вже 16 липня в строю залишилось тільки 4 Як-2. Останній виліт відбувся 18 липня, і в ньому втрачено 3 літаки через погані погодні умови. У розвідувальних частинах Як-2 використовувались теж недовго — до середини серпня.